# Filippo Ghisi
Filippo Ghisi (Venezia, ... – Negroponte, 1299) è stato un nobile italiano.

## Biografia
Nacque probabilmente all'inizio del XIII secolo, discendente da una famiglia patrizia veneziana abitante nel sestiere di Santa Croce, nelle parrocchie di San Simone e San Stae. Non si hanno notizie precise su chi fosse suo padre, si ipotizza che fosse un certo Leonardo di San Stae, attestato in vita nell'aprile del 1224. Si suppone che avesse 5 fratelli e una sorella di nome Marchesina.
Il suo nome è documentato per la prima volta in occasione delle sue nozze con la figlia secondogenita di Geremia Ghisi, non sappiamo quando avvennero e nemmeno il nome della sposa, probabilmente Isabella; sappiamo che  fu concluso in assenza della dispensa papale, resa necessaria dal legame di parentela fra gli sposi.
I fratelli Geremia ed Andrea Ghisi, si erano uniti ad altri avventurieri veneziani alla spedizione del 1207 capitanata da Marco I Sanudo, che aveva come obiettivo la conquista delle isole egee. Andrea aveva presso possesso delle isole di Tino e Micono, nell'arcipelago delle Cicladi, mentre Geremia aveva occupato Sciato, Sciro e Scopelo, nell'arcipelago delle Sporadi.
Geremia morì tra il 1243 ed il 1252, senza eredi maschi, pertanto la signoria fu divisa fra le due figlie, la maggiore delle due, Marchesina, aveva sposato il futuro doge Lorenzo Tiepolo. Non si conosce il modo e quando Filippo si impossessò arbitrariamente dell'intera signoria, anche la parte spettante alla cognata. Venezia intimò a Filippo di restituire le isole ed al suo rifiuto, gli furono sequestrati i beni che possedeva in patria. Non siamo in possesso di fonti dirette che possano chiarire la cronologia degli eventi, sappiamo che nel 1262 era illegalmente in possesso dei territori spettanti alla cognata: infatti tra la primavera e l'estate di quell'anno, l'ammiraglio veneziano Giacomo Dolfin, durante una campagna contro l'imperatore bizantino Michele VIII Paleologo, fece scalo a Scopelo. Da un punto di vista legale, l'isola apparteneva a Marchesina, e Dolfin invitò Ghisi a renderla. Sebbene alcuni cronisti che registrarono il fatto, abbiano concluso che Ghisi obbedì, ne mantenne il possesso ed inoltre aumentò i suoi possedimenti con l'annessione dell'isola di Amorgo, che secondo il racconto di Marin Sanudo "il vecchio", un imperatore bizantino gli avrebbe donato in segno di stima per il suocero ("per amor di miser Geremia"), dopo averla sottratta al Ducato veneziano dell'Arcipelago. Sembra poco credibile che un imperatore bizantino possa aver donato un territorio riconquistato a Venezia ad un veneziano, ma probabilmente il passaggio di dominio dell'isola sia avvenuto a seguito di trattative con il secondo duca dell'Arcipelago, Angelo Sanudo (r. 1227-1262). È verosimile che Amorgo fu conquistata insieme alle altre isole nel 1207 entrando a far parte del Ducato dell'Arcipelago, costituito da Marco Sanudo, e si può ragionevolmente supporre che ci sia stata una contesa di natura feudale, in cui fu nominato giudice l'imperatore latino di Costantinopoli o un sovrano bizantino.
La signoria di Ghisi, rimase in piedi per un'ulteriore quindicina d'anni dopo l'intervento di Giacomo Dolfin, ma fu facilmente sopraffatta dalle truppe bizantine, quando Michele VIII Paleologo lanciò una estesa campagna per la riconquista dei territori persi a seguito della quarta crociata.
Grazie alla sua politica unionista fra la chiesa ortodossa e cattolica, che portò al concilio di Lione del 1274, riuscì Michele riuscì ad allentare la pressione esercitata sull'Impero dall'espansionismo angioino e passare alla controffensiva. Guidate da un italiano di nome Licario, le truppe bizantine si impadronirono nel 1276 di parte della Signoria di Negroponte.  Nell'estate successiva, Licario diede vita ad una nuova campagna conquistando Scopelo, il cui castello era ritenuto imprendibile, che si arrese per sete, avendo esaurito le scorte d'acqua. Nella stessa campagna cadde anche Sciato e le altre isole minori che formavano il dominio del Ghisi. Amorgo probabilmente cadde prima, nel 1275 o nel 1276.
Sebbene il dominio bizantino non fu duraturo, segnerà la fine della signoria dei Ghisi. Filippo e la moglie furono catturati e portati come prigionieri a Costantinopoli, dove lei morì in condizioni miserevoli. Dopo un lungo periodo di reclusione, Ghisi recuperò la libertà e ritornò a Venezia e grazie all'intercessione del priore domenicano fra Bonifacio, riuscì a riconciliarsi con la ex dogaressa, trovando un accordo in cui si impegnava a pagare 30 lire di grossi veneziani come indennizzo a lei o ai suoi eredi. Purtroppo però Ghisi in quel momento si trovava del tutto privo di denaro e non poté rispettare l'impegno preso, non riuscì nemmeno a trovare qualcuno che potesse fargli da garante. Forte della riconciliazione e del perdono accordatogli dai parenti, accompagnato dal figlio di Marchesina, Pietro Tiepolo, si presentò al doge per ottenere la grazia. Non conosciamo la data in cui si presentò al cospetto del doge, quindi si può ipotizzare che sia stato Jacopo Contarini (r. 1275-1280) o Giovanni Dandolo (r. 1280-89) o anche Pietro Gradenigo (r. 1289-1311). L'unica data certa che ci è stata tramandata è che il 18 dicembre 1297, quando a Negroponte fece testamento, dove dava incarico al nipote Leonardo, residente a Venezia, di utilizzare il denaro depositato presso di lui e il ricavato della vendita di alcuni tappeti per risarcire gli eredi dell'allora defunta Marchesina Ghisi Tiepolo, come convenuto al momento della rappacificazione, e che il denaro eccedente doveva essere usato dallo stesso Leonardo e dai procuratori di San Marco per il riposo delle anime di coloro che egli aveva defraudato. A questa data quindi, non era ancora rientrato in possesso dei suoi beni veneziani, ma considerando le altre disposizioni testamentarie, è evidente che era riuscito a costituire un discreto patrimonio, forse esercitando la mercatura a Negroponte, dove doveva essersi stabilito dopo la liberazione dalla prigionia.
Il testamento fu redatto dai domenicani Bonacorsi di Bologna e Antonio di Venezia e questi lo fecero legalizzare dal bailo di Negroponte il 25 aprile 1299, quando Ghisi doveva essere ancora in vita, mentre la sorella Marchesina, era già defunta. Non essendoci nominati dei figli, è probabile che non ne avesse mai avuti o che fossero morti prima di lui. Le disposizioni testamentarie sono l'ultima notizia che abbiamo su Ghisi, quindi è probabile che sia morto poco dopo.
Marin Sanudo Torsello, lo descrive come un "bel uomo e eloquente" ma di grande alterigia, tanto da far proprio il verso di Ovidio "Maior sum, quam cui possit fortuna nocere".